# Spice (албум)
Спајс (Spice) је први албум енглеске женске поп групе Спајс Герлс, издат 4. новембра 1996. Продат је у осам милиона примерака широм света, освојио око 15 Платинастих плоча и мноштво награда. Најпродаванији сингл са овог албума био је "Wannabe", који се у целом свету продао у невероватних 23 милиона примерака.

## Списак песама
1. "Wannabe" (Мет Роу, Спајс Герлс, Ричард Станард) – 2:52
2. "Say You'll Be There" (Елиот Кенеди, Спајс Герлс) – 3:56
3. "2 Become 1" (Роу, Спајс Герлс, Станард) – 4:00
4. "Love Thing" (Бејлис, Кенеди, Спајс Герлс) – 3:37
5. "Last Time Lover" (Спајс Герлс, Енди Ваткинс, Пол Вилсон) – 4:11
6. "Mama" (Роу, Спајс Герлс, Станард) – 5:03
7. "Who Do You Think You Are" (Спајс Герлс, Ваткинс, Вилсон) – 3:59
8. "Something Kinda Funny" (Спајс Герлс, Ваткинс, Вилсон) – 4:02
9. "Naked" (Спајс Герлс, Ваткинс, Вилсон) – 4:25
10. "If U Can't Dance" (Џими Кастор, Џорџ Клинтон, Вилијам „Бутси“ Колинс, Валтер „Џуни“ Морисон, Спајс Герлс, Дејвид А. Стјуарт, Ваткинс, Вилсон) – 3:50

## Учесници на албуму
- Викторија Адамс - вокал
- Мелани Браун - вокал
- Ема Бантон - вокал
- Мелани Чизом - вокал
- Џери Халивел - вокал
- Ебсолут - компјутерски инструменти
- Џеки Дру - виолина
- Ерик Гуден - пратећи вокал
- Џуд Ландер - хармоника
- Грег Лестер - гитара, ритам гитара
- Мери Пирс - пратећи вокал
- Мет Роу - клавијатуре
- Ричард Станард - клавијатуре, пратећи вокал
- Тони Вард - виолончело